# Aurogonalia dorada
Aurogonalia dorada är en insektsart som beskrevs av Young 1977. Aurogonalia dorada ingår i släktet Aurogonalia och familjen dvärgstritar. Inga underarter finns listade i Catalogue of Life.